# Edward James Glave
Edward James Glave (Ripon, 13 de septiembre de 1863 - Matadi, 12 de mayo de 1895) fue un agente colonial y escritor de viajes inglés.

## Biografía

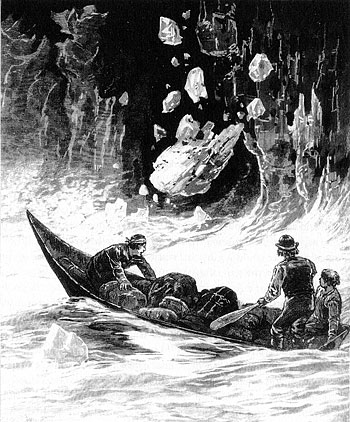
Aventuras de Edward Glave y Jack Dalton en el Yukon

Glave empezó trabajando como empleado administrativo en Londres, trabajo que no le gustaba, por lo que decidió entrar al servicio del Estado Libre del Congo. Llegó a África en junio de 1883. Henry Morton Stanley, por aquel entonces agente colonial del rey Leopoldo en el Congo, le invitó a acompañarle en la expedición por el río Congo.
Se le encomendó construir una estación exploratoria en Lukolela, que Glave construyó y desde la que logró establecer buenos contactos con la población local. Permaneció en Lukolela durante dos años, hasta que a finales 1885 fue nombrado jefe de la estación de Bolobo y posteriormente de la estación de Mbandaka.
Su contrato con el Estado Libre del Congo expiró en 1886, y Galve regresó a Inglaterra en junio de ese año. Glave luego ofreció sus servicios al diplomático y hombre de negocios estadounidense Henry Shelton Sanford y regresó al Congo en 1887. En 1889 volvió nuevamente a Inglaterra. 
Glave viajó a Estados Unidos, y realizó una gira dando conferencias sobre sus experiencias africanas. En 1890, fue nombrado subdirector y dibujante de una expedición patrocinada por el periódico Frank Leslie's Illustrated Newspaper a Alaska y Columbia Británica.  Al año siguiente, realizó una expedición al paso de Chilkoot.
Después de sus viajes americanos, Glave quiso regresar a África para informar sobre la trata de esclavos. Con la ayuda de Stanley, logró financiación de la revista The Century Magazine. En junio de 1893, abandonó Londres y se dirigió a la costa oriental africana, al estuario del Rovuma. Viajó hasta el interior y logró encontrar en el lago Bangweulu el llamado «Árbol Livingstone», el árbol bajo el cual se cree que estuvo enterrado el corazón de David Livingstone. A través el Congo, llegó a la estación de Lukolela, que había construido años antes.
Recopiló material para un informe sobre las crueles condiciones de la población local bajo el dominio belga. Sin embargo, este informe sólo se publicó después de su muerte, pues falleció en mayo de 1895 en la ciudad portuaria congoleña de Matadi.

## Obras
Sus escritos sobre las condiciones de la vida en el Congo fueron ampliamente utilizados por escritores contemporáneos en la lucha contra el esclavismo. Destacan el libro In savage Africa; or, Six years of adventure in Congo-land (1892) y sus artículos publicados en periódicos y revistas como el Journal of the American Geographical Society.